# MicroSDHC

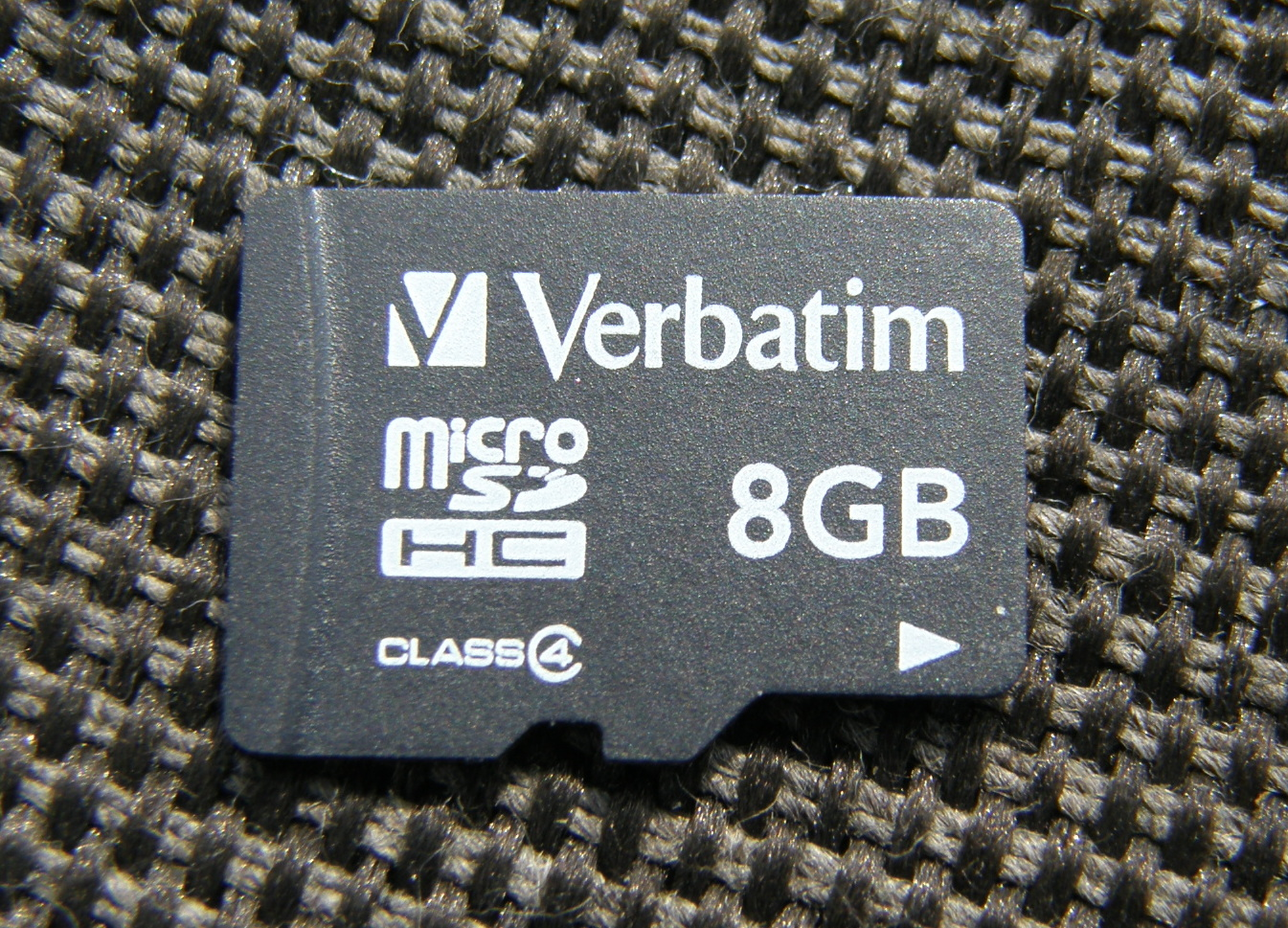
Wymiary karty microSDHC to (15×11 mm)

Oficjalne logo SDHC. Znak towarowy jest licencjonowany, aby osiągnąć pewność zgodności nośnika ze standardami.

microSDHC (Micro Secure Digital High Capacity) − rodzaj kart pamięci flash.
Karty microSDHC, pomimo że są identyczne mechanicznie i elektrycznie z kartami microSD – nie są w pełni kompatybilne z dotychczasowymi urządzeniami obsługującymi standardowe karty microSD. Mogą być wykorzystane w aparatach cyfrowych, kamerach cyfrowych, odtwarzaczach MP3, telefonach komórkowych, palmtopach lub systemach nawigacji satelitarnej, pod warunkiem, że urządzenia te są zgodne ze specyfikacją SD 2.0.
Karta microSDHC nie będzie rozpoznawalna w urządzeniach obsługujących poprzedni standard microSD.
Nośnik microSDHC to technologia, która przede wszystkim daje większe możliwości w kwestii pojemności. Karta może mieć od 4 GB do 32 GB (karty o mniejszych pojemnościach to microSD, a o większych to microSDXC).